# Liste der Kulturgüter in Balgach
Die Liste der Kulturgüter in Balgach enthält alle Objekte in der Gemeinde Balgach im Kanton St. Gallen, die gemäss der Haager Konvention zum Schutz von Kulturgut bei bewaffneten Konflikten, dem Bundesgesetz vom 20. Juni 2014 über den Schutz der Kulturgüter bei bewaffneten Konflikten sowie der Verordnung vom 29. Oktober 2014 über den Schutz der Kulturgüter bei bewaffneten Konflikten unter Schutz stehen.
Objekte der Kategorien A und B sind vollständig in der Liste enthalten, Objekte der Kategorie C fehlen zurzeit (Stand: 1. Januar 2023).

## Kulturgüter
| Foto |                                                                                  | Objekt                                                | Kat. | Typ | Standort                                      | Beschreibung |
| ---- | -------------------------------------------------------------------------------- | ----------------------------------------------------- | ---- | --- | --------------------------------------------- | ------------ |
| ja   | Datei hochladen · Wikidata zu Altes Rathaus (Q29523705)                          | Altes Rathaus KGS-Nr.: 08092                          | A    | G   | Steigstrasse 17 763654 / 253054               |              |
| ja   | Datei hochladen · Wikidata zu Schloss Grünenstein mit Park (Q29786379)           | Schloss Grünenstein mit Park KGS-Nr.: 08094           | B    | G   | Grünsteinstrasse 12 762798 / 252828           |              |
| ja   | Datei hochladen · Wikidata zu Schloss Heerbrugg (Q15844463)                      | Schloss Heerbrugg KGS-Nr.: 08095                      | B    | G   | Heerbrugg, Schlossstrasse 209 764844 / 253341 |              |
| ja   | Datei hochladen · Wikidata zu Villa Schmidheiny (Q29786381)                      | Villa Schmidheiny KGS-Nr.: 14006                      | B    | G   | Heerbrugg, Schlossstrasse 211 764785 / 253332 |              |
| ja   | Datei hochladen · Wikidata zu Katholische Kirche Heilige drei Könige (Q29786378) | Katholische Kirche Heilige drei Könige KGS-Nr.: 14007 | B    | G   | Bergstrasse 7.1 763447 / 252982               |              |